# Günther Gaßmann
Günther Gaßmann (auch Gassmann; * 15. August 1931 in Bad Frankenhausen (Kyffh.); † 11. Januar 2017 in Tutzing) war ein deutscher evangelisch-lutherischer Theologe.

## Leben
Günther Gaßmann wurde aufgrund einer von Edmund Schlink angeregten Dissertation über Das historische Bischofsamt und die Einheit der Kirche in der neueren anglikanischen Theologie 1962 zum Dr. theol. promoviert. Von 1959 bis 1969 arbeitete er als Studienleiter am Ökumenischen Institut der Universität Heidelberg, wo er sich 1972 habilitierte (Konzeptionen der Einheit in der Bewegung für Glauben und Kirchenverfassung). 1969 wurde er Forschungsprofessor am Institut für ökumenische Forschung in Straßburg (Centre d’études œcuméniques de Strasbourg); 1976 wechselte er als Leiter des Kirchenamtes der Vereinigten Evangelisch-Lutherischen Kirche Deutschlands (VELKD) nach Hannover. Nach zwei Jahren als stellvertretender Direktor der Studienabteilung des Lutherischen Weltbunds in Genf übernahm er 1984 das Amt des Direktors der Kommission für Glauben und Kirchenverfassung des ÖRK. Nach seiner Pensionierung 1995 übernahm er Gastprofessuren unter anderem in den Vereinigten Staaten (Lutheran Theological Seminary at Gettysburg), Estland, Lettland und der Slowakei.
Gassmann engagierte sich insbesondere für den ökumenischen Dialog des Lutherischen Weltbundes.
Der Maler Jacques Gassmann ist sein Sohn.